# فرودگاه شندی
فرودگاه شندی (به انگلیسی: Shendi Airport) یک فرودگاه است که یک باند فرود خاک دارد. این فرودگاه در کشور سودان قرار دارد .